# Fuego (canção de DJ Snake, Sean Paul e Anitta)
"Fuego" (Português: "Fogo") é uma música gravada pelo DJ e produtor francês DJ Snake, pelo cantor e rapper jamaicano Sean Paul e pela cantora brasileira Anitta, com a participação do compositor e produtor porto-riquenho Tainy, do álbum Carte Blanche do DJ Snake, lançado em 26 de julho de 2019. Foi lançado simultaneamente como single.

## Recepção crítica
Katie Stone, do EDM.com, considerou a música um "reggaeton esmagador", dotada de "vocais sensuais e uma produção infecciosa", e observou que é "o tipo de single que fará as pistas de dança vibrarem". Drew Barkin, da EDMTunes, descreveu-o como "um hit pop", que "lembra uma versão latina de "A Different Way"". Mike Nied, do Idolator, comparou o lançamento com a música "Taki Taki" do DJ Snake em 2018.

## Vídeo musical
Em 31 de julho de 2019, DJ Snake postou um vídeo lírico da faixa em seu canal do YouTube, especificando que o vídeo oficial estava chegando. Em 12 de setembro, Anitta postou uma filmagem do vídeo, que mostra uma das fantasias de Anitta, perto de seu corpo e um grande chapéu, destacando as grandes botas da marca Dior. Mais tarde, DJ Snake postou uma foto do clipe em suas redes sociais. Ele anunciou em 9 de outubro de 2019 através de suas mídias sociais que o videoclipe oficial da faixa "Fuego" será lançado em 10 de outubro. Ele o acompanhou postando um teaser. Então, o DJ francês lançou uma competição: oito fãs da Anitta poderão assistir a uma exibição exclusiva do clipe ainda no dia 16 de outubro, na POPline House, no Rio de Janeiro. O site realiza um concurso de raios para levar os seguidores da cantora a essa experiência sem precedentes, com direito a um acompanhante cada. Filmado em Los Angeles, EUA, em agosto de 2019 e dirigido pelo premiado Colin Tilley, que trabalhou para Kendrick Lamar, Rihanna, Nicki Minaj e Justin Timberlake, acontece em "um misterioso mundo que lembra um velho circo cheio de labirintos de espelhos, túneis de incêndio e florestas ameaçadoras". Ele mostra DJ Snake dançando em torno de uma área escura, onde ele fica perto de um lobo e muda de jaqueta de forma intermitente, enquanto Sean Paul canta dentro de um túnel de fogo. Anitta aparece com vários modelos elegantes, mexendo e pisando ao lado de dançarinos em um espelho d'água. De acordo com Katie Stone, da EDM.com, o vídeo é "definido para ser tão picante e sexy quanto a música que acompanha". Katie Bain, da Billboard, observou que "a iluminação faz todo mundo parecer sexy". Então, ela escreveu que o clipe tem um "efeito liso e brilhante" que aumenta a temperatura.

## Desempenho comercial
Antes de ter um clipe, a música foi transmitida mais de 14 milhões de vezes no Spotify e o vídeo da letra teve mais de 4 milhões de visualizações. A música também entrou na posição 40 na parada da Dance/Electronic Songs dos EUA durante a semana de 10 de agosto, antes mesmo de ter um clipe. O videoclipe, lançado em 10 de outubro de 2019, também foi visto quase 300.000 vezes em pouco mais de uma hora e 500.000 vezes em menos de duas horas depois de ficar online.

## Créditos e equipe
Créditos adaptados da Tidal.
- DJ Snake – produção, composição, letras, mixagem, pessoal de estúdio
- Tainy – produção, composição, letras
- Sean Paul – composição, letras
- Camilo – composição, letras
- Christopher Chil – composição, letras
- Donny Flores – composição, letras
- Mike Sabath – composição, letras

## Desempenho nas tabelas musicais
| Tabela musical (2019)                             | Melhor posição |
| ------------------------------------------------- | -------------- |
| Bélgica (Ultratip Bubbling Under da Valônia)      | 36             |
| Bélgica (Ultratop Dance da Valônia)               | 19             |
| Estados Unidos (Billboard Dance/Electronic Songs) | 31             |
| Portugal (AFP)                                    | 63             |

## Certificações
| Região | Certificação | Vendas   |
| --- | ------------ | -------- |
| Brasil (Pro-Música Brasil) | 3× Platina   | 120,000* |
| *vendas baseadas apenas na certificação ^distribuições baseadas apenas na certificação ‡vendas+valores de streaming baseados apenas na certificação |              |          |